# Sarrebourg
Sarrebourg  (Sarrebourg en idioma francés y oficialmente; Saarburg en alemán) es una comuna y población de Francia, en la región de Gran Este, departamento de Mosela. Es la subprefectura del distrito y cabecera del cantón de su nombre.
Está integrada en la Communauté de communes de l'agglomération de Sarrebourg .

## Historia
Perteneciente al Ducado de Bar, en 1661 por el tratado de Vincennes pasa a Francia. Finalizada la guerra Franco-Prusiana es anexionada por Alemania como Territorio Imperial de Alsacia y Lorena en 1871. Durante la Primera Guerra Mundial fue uno de los primeros objetivos de las ofensivas francesas. Durante la Segunda Guerra Mundial fue base de retaguardia de la Línea Maginot. Ocupada de nuevo por los alemanes en 1940 con la firma del armisticio, finalmente es recuperada por Francia el 20 de noviembre de 1944.
En 1953 absorbió la antigua comuna de Hoff.

## Personalidades
- Marcel Lutz (1908-2000) arqueólogo
- Charles Mangin, general francés
- Christian Streiff
- Victor Bernard (1817-1892), escultor nacido en la localidad

## Demografía
| 1 425 | 1 451 | 1 756 | 1 923 | 2 321 | 2 340 | 2 463 | 2 494 | 2 929 | 3 073 | abs. | 2 860 | 3 273 | 3 842 | 3 869 | 5 445 | 8 698 | 9 178 | 9 809 | 5 910 | 8 330 | 6 485 | 8 866 | 9 561 | 8 722 | 10 439 | 11 080 | 11 413 | 12 615 | 12 699 | 13 311 | 13 330 | 12 929 |
| Para los censos de 1962 a 1999 la población legal corresponde a la población sin duplicidades (Fuente: INSEE [Consultar]) |       |       |       |       |       |       |       |       |       |      |       |       |       |       |       |       |       |       |       |       |       |       |       |       |        |        |        |        |        |        |        |        |